# Los Andariegos
I Los Andariegos sono un gruppo argentino di musica folk.

## Storia
Il gruppo si è formato a Mendoza nel 1954. I fondatori del gruppo sono Pedro Floreal Cladera, Rafael Tapia, Juan Carlos, Angel Ritrovano, Abel Gonzalez e Francisco Gimenez.
Nel 1961 incisero il loro primo album (un LP) chiamato Vamos andando caminos e cominciarono ad esibirsi a Buenos Aires, dove si fanno notare nell'ambito folkloristico. Nel 1964 Abel Gonzalez e Alberto Sarah lasciarono il gruppo e furono sostituiti da Caro Herrada e Pepete Bertiz (già chitarrista di Mercedes Sosa). Quello stesso anno incisero il loro secondo album, América Andariega.
Nel 1967 incisero le due raccolte Ayer, Hoy y Mañana 1 e Ayer, Hoy y Mañana 2, l'anno seguente Hace 12 años e nel 1970 Madre América. Dopo altri tre album con la stessa casa discografica decisero di passare, nel 1975, alla LP TK e per questo passaggio incisero due album lo stesso anno intitolati rispettivamente Madre Luz Latinoamérica 1 e Madre Luz Latinoamérica. Quello stesso anno decisero di incidere anche una raccolta dal nome 20 Grandes éxitos. Inoltre fecero un tour in Giappone e incisero un altro album (un live), Disco de Los Andariegos editado en Japón.
In seguito la band si separò, per riunirsi venti anni dopo con un nuovo componente, il cantante Roland Ricaurte, che però avrebbe lasciato la band l'anno successivo. Incisero altri due album, Siempre Andando del 1983 e Los Andariegos de América del 1986.
Nel 2003 hanno tenuto un tour nelle isole Canarie.

## Discografia
- Vamos andando caminos, 1961
- América Andariega, 1964
- Ayer, Hoy y Mañana 1, 1967
- Ayer, Hoy y Mañana 2, 1967
- Hace 12 años, 1968
- Madre América, 1970
- El Cóndor vuelve, 1972
- Esperanza, 1974
- Madre Luz Latinoamérica 1976
- 20 Grandes éxitos, 1976
- Disco de Los Andariegos editado en Japón, 1976
- Siempre Andando, 1983
- Los Andariegos de América, 1986